# Radák Lajos
Vitéz Radák Lajos, Streicher Lajos (Aranyosmeggyes, Szatmár vármegye, 1885 – Dömös, 1966. december 5.) magyar huszárezredes, földbirtokos, országgyűlési képviselő.

## Élete
1885-ben született a Szatmár vármegyei Aranyosmeggyesen, evangélikus vallásban. A szatmári református gimnáziumban és a soproni katonai főreáliskolában töltött középiskolai évei után a budapesti Ludovika Akadémia növendéke lett; 1905-ben avatták hadnaggyá.
Az első világháború kitörését követően már mint főhadnagy ment a harctérre, a debreceni honvédhuszárezred kötelékében. 1914 novemberében megsebesült; a király még abban az évben ki is tüntette bátor magatartásáért a III. osztályú Katonai Érdemkereszttel. Felgyógyulása után visszatért a frontra és 1915 márciusától orosz hadszíntereken harcolt, századparancsnokként. 1916 elején megkapta a Signum Laudis bronz fokozatát és a német vaskeresztet, de a nyáron, sebesülten orosz fogságba esett. Közel két évi raboskodás után, 1918 májusában sikerült megszöknie, majd hazajutnia.
A háború után még további két évtizeden át katonai szolgálatban maradt, közben 1921-ben őrnaggyá, 1926-ban alezredessé, 1934-ben pedig ezredessé nevezték ki. A kormányzó vitézzé avatta, 1937-ben dicsérő elismerésben részesítette, 1938-ban pedig a Magyar Érdemrend tisztikeresztjét adományozta neki.
1938 májusában nyugalomba vonult és a Szatmár megyei Fülpösdarócon lévő birtokán kezdett gazdálkodni. Tagja lett a vármegye törvényhatósági bizottságának és a közigazgatási bizottságnak, a Szatmár megyei lótenyésztési bizottság pedig elnökévé választotta. Publikált néhány tanulmányt is a Magyar Katonai Szemlében, a lovasság harcászatáról. Az 1939. évi országgyűlési választáson parlamenti képviselői mandátumot is szerzett, a mátészalkai központú választókerületben, a Magyar Élet Pártja jelöltjeként.

## Fő művei
- A m. kir. debreceni 2. honvéd huszárezred története 1869-1918. Budapest, 1939. (szerkesztőként)